# Karl W. Butzer

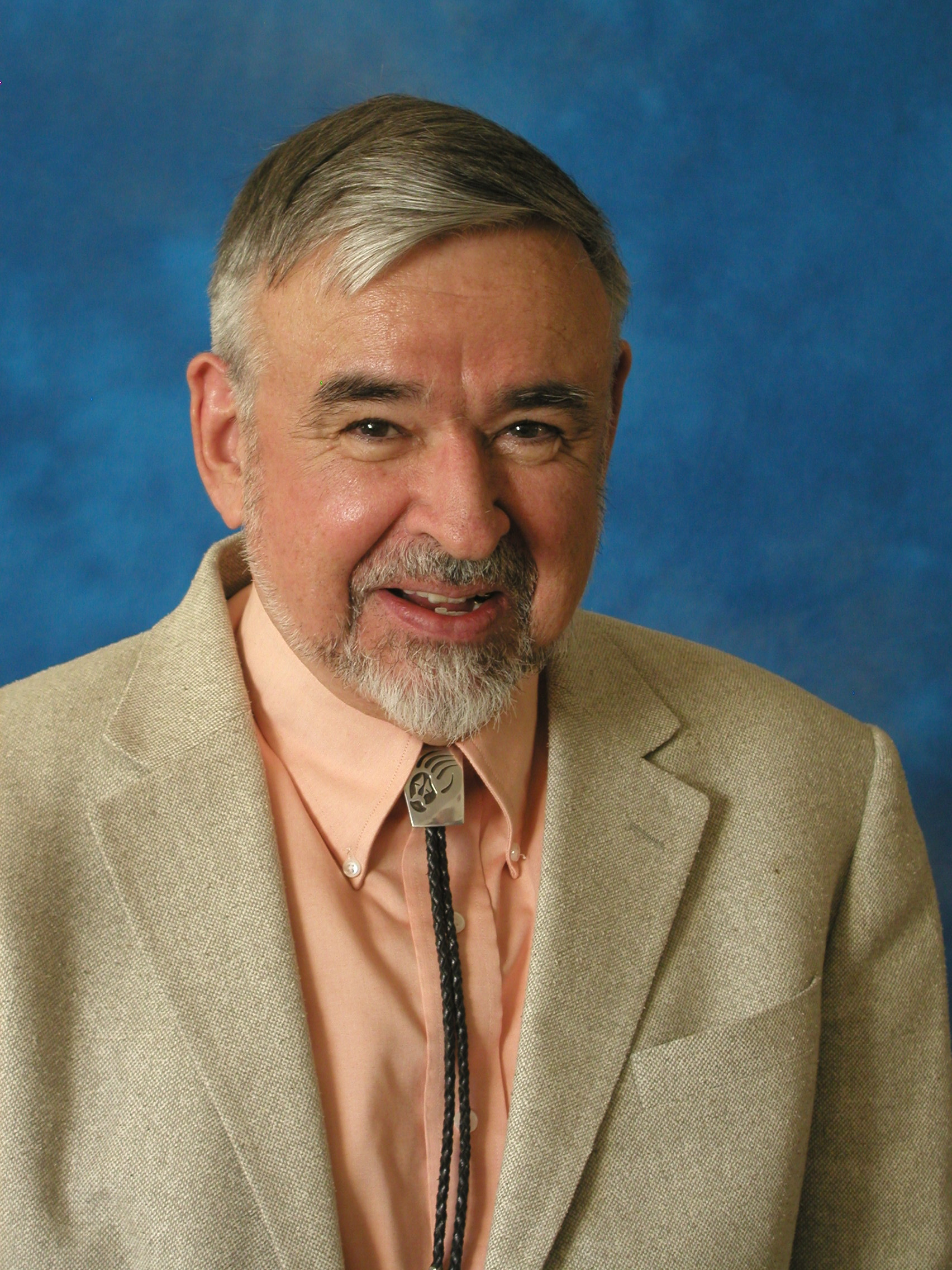
Karl W. Butzer (2005)

Karl Wilhelm Butzer (* 19. August 1934 in Mülheim an der Ruhr; † 4. Mai 2016 in Austin, Texas) war ein deutschstämmiger US-amerikanischer Geograph und Archäologe. 

## Leben
Karl Wilhelm Butzer war der Bruder von Paul Butzer. Seine katholische Familie verließ das nationalsozialistische Deutschland. Es folgten Emigrationsjahre in England und Kanada, in denen die Familie nicht zur Ruhe kam. 
Butzer machte seinen Master-Abschluss an der McGill University in Kanada im Fach Meteorologie und kehrte in den 1950er Jahren nach Deutschland zurück, um an der Universität Bonn in Physischer Geographie zu promovieren. 
Von 1959 bis 1966 lehrte er an der University of Wisconsin und 1981/82 während eines Gastsemesters an der ETH Zürich. Bis 1984 war Butzer als Dozent an der University of Chicago tätig. Seine weitgefächerten geoarchäologischen Forschungen erstreckten sich auf Ägypten, Äthiopien, Südafrika, die USA und Spanien, zeitlich reichten sie vom Paläolithikum bis in historisch belegte Zeit. Er befasste sich mit globalem Klimawandel und Umweltveränderungen, der Rekonstruktion von Landschaften, Geoarchäologie, der Anpassung des Menschen an veränderte Umweltbedingungen (Kulturadaption) sowie Synkretismuserscheinungen bei Religionen. 
1985 wurde Butzer an die University of Texas at Austin berufen. Von diesem Zeitpunkt an begann er Forschungen im Norden Mexikos, wobei sein spezielles Interesse dem spanischen Einfluss galt. 
Butzer wurde für seine wissenschaftlichen Leistungen mehrfach ausgezeichnet (Busk Medal der Royal Geographical Society; Fryxell Medal der Society of American Archaeology; 1986: Archaeological Geology Award; 2002: Preston E. James Eminent Latin Americanist Career Award). 1996 wurde er Mitglied der National Academy of Sciences. Er war auch Mitglied der American Academy of Arts and Sciences.  
Butzer legte für die Archäologie wegweisende interdisziplinäre Arbeiten vor, die die Aspekte Umwelt und Ökologie in den Vordergrund rückten. Er prägte damit die amerikanische „environmental archaeology“, während seine Arbeit in Deutschland relativ unbeachtet blieb. Butzer starb am 4. Mai 2016.

## Publikationen
- Archaeology as Human Ecology, Cambridge 1982
- Cattle and Sheep from Old to New Spain: Historical Antecedents. Annals of the Association of American Geographers 78, 1988, S. 29–56
- Environment and Archaeology. An Ecological Approach to Prehistory (1. Auflage 1964)
- The Classical Tradition of Agronomic Science.  Perspectives on Carolingian Agriculture and Agronomy. In: Paul Leo Butzer, Dietrich Lohrmann (Hrsg.): Science in Western and Eastern Civilization in Carolingian Times, Birkhäuser, Basel Boston Berlin 1993, S. 539–596
- Hrsg.: Dimensions of Human Geography: Essays on Some Familiar and Neglected Themes. Distributed for the Committee on Geographical Studies, 1978

## Würdigungen
- Karl H. Offen: Dr. Karl W. Butzer: Recipient of 2002 Preston E. James Eminent Latin Americanist Career Award. Journal of Latin American Geography 2.1, 2003, S. 125–127 (bei Project MUSE: )